# Cao Fang

## Hintergrund
Cao Fang wurde wahrscheinlich 231 in einem königlichen Haus des Wei-Reiches geboren und in jungen Jahren vom Kaiser Cao Rui adoptiert. Seine wirklichen Eltern sind nicht bekannt, aber die Geschichtsschreibung vermutet, dass er der Sohn des Prinzen von Rencheng, Cao Kai, und damit ein Urenkel von Cao Cao war. Er hatte einen Adoptivbruder Cao Xun, der ein Jahr zuvor geboren und gleichzeitig mit Cao Fang adoptiert worden war. Im Jahr 235 wurden beide, Cao Fang und Cao Xun, von Cao Rui zu Prinzen ernannt.
Als Cao Rui um das Jahr 239 erkrankte, bestimmte er Cao Fang zu seinem Nachfolger. Seine Regenten sollten Cao Shuang und Sima Yi werden.

## Herrschaft
Cao Fang hatte die längste Amtszeit in der Geschichte der Wei-Dynastie, hatte aber während dieser Zeit niemals die wahre Befehlsgewalt inne. Während seiner Herrschaft wurde er erst von Cao Shuang gelenkt, dann von Sima Yi und dessen Sohn Sima Shi. Als er sich von dessen Macht befreien wollte, wurde er abgesetzt.

### Cao Shuangs Regentschaft
Zu Beginn teilten sich Cao Shuang und Sima Yi die Macht, aber schon bald verlieh Cao Shuang vermittels ausgeklügelter politischer Manöver seinem Amtsgenossen zahlreiche Ehrentitel, während er selbst die eigentliche Macht ausübte. Sima Yi hatte immer noch militärische Autorität und wehrte so zum Beispiel 241 einen Angriff der Wu ab.
243 nahm Cao Fang die Prinzessin Zhen zur Frau, seine Cousine 3. Grades.
244 begehrte Cao Shuang für sich selbst militärische Befehlsgewalt und griff ohne besondere Strategie Han Zhong an, eine Grenzstadt der Shu Han. Als die Versorgung der Armee versagte, musste er sich unter großen Verlusten zurückziehen. Trotz dieses Misserfolgs hielt Cao Shuang weiterhin an der Macht fest. Sima Yi zog sich 247, aufgebracht durch seine eigentliche Machtlosigkeit, scheinbar aus der Politik zurück. 249 setzte er in einer raschen Aktion im Bund mit zahlreichen Hofbeamten Cao Shuang ab und übernahm selbst die Macht.

### Sima Yis Regentschaft
Sima Yi übertrug viele Kompetenzen von Cao Fang auf sich selbst und begründete so die Gewalt der späteren Jin-Dynastie. Sein wichtigstes Verdienst war die Beseitigung von Korruption und Ineffizienz, die sich unter Cao Shuangs Regierung ausgebreitet hatten. Im selben Jahr, als Sima Yi die Macht übernommen hatte, plante der Wei-General Wang Ling schon seinen Sturz, um danach Cao Caos Sohn Cao Biao auf den Thron zu setzen. Als der Plan 251 in die Tat umgesetzt werden sollte, erfuhr Sima Yi davon und vereitelte die Verschwörung. Im selben Jahr noch starb er.

### Sima Shis Regentschaft
Nach Sima Yis Tod konnte Cao Fang immer noch keine Selbständigkeit erlangen, denn Sima Shi setzte die Pläne seines Vaters fort. 252 führte er einen großen Feldzug gegen die Wu, deren Kaiser Sun Quan kurz zuvor verstorben war. Der Regent des Nachfolgers Sun Liang, Zhuge Ke, konnte die Invasion aufhalten und Sima Shi zurückschlagen. Ein Jahr später gelang es Sima Shi schließlich, Zhuge Ke zu besiegen und zu töten, und so seine Macht zu bestätigen.
254 befestigte er seine Macht durch zahlreiche brutale Schachzüge weiter: Er vernichtete die aufstrebenden Minister Li Feng, Xiahou Xuan und Zhang Ji mitsamt ihren Sippen und verstieß Cao Fangs Gemahlin Zhang (die er nach dem Tod von Kaiserin Zhen geheiratet hatte), um ihn mit Wang, der Tochter von Wang Kui, zu verheiraten. Der verbitterte Cao Fang ließ sich mit seinen Vertrauten auf einen waghalsigen Plan ein: Sima Zhaos Truppen gegen Sima Shi zu verwenden. Obwohl es nie dazu kam, erfuhr Sima Shi davon und setzte ihn als Kaiser der Wei ab.

## Nach der Absetzung
Cao Fang erhielt von Sima Shi seinen früheren Titel „Prinz von Qi“ zurück und zog sich in seinen Palast in Henei zurück, wo er unter Hausarrest stand. Nach dem Ende der Wei-Dynastie und der Begründung der Jin-Dynastie durch Sima Yan wurde er mit den anderen Prinzen auf den Rang eines Fürsten (Fürst von Shaoling) beschränkt.

## Äranamen
- Zheng Shi (正始 zhèng shĭ) 240-249
- Jiaping (嘉平 jīa píng) 249-254